# Red&Blue
Red&Blue è un singolo  dei rapper italiani Artie 5ive e Rondodasosa, pubblicato il 24 novembre 2023 come primo estratto dall'album in studio Motivation 4 the Streetz.

## Tracce
1. Red&Blue – 3:28